# توماس نورغارد
توماس نورغارد (بالدنماركية: Thomas Nørgaard)‏ هو لاعب كرة قدم دنماركي في مركز حراسة المرمى، ولد في 7 يناير 1987 في سيلكيبورج في الدنمارك. لعب مع Skive IK ‏.

## وصلات خارجية
- توماس نورغارد على موقع قاعدة بيانات كرة القدم.إي يو (الإنجليزية)
- توماس نورغارد على موقع Soccerway.com (الإنجليزية)
- توماس نورغارد على موقع عالم كرة القدم.نت (الإنجليزية)